# Simon Pirkl
Simon Josef Alois Pirkl (* 3. April 1997 in Innsbruck) ist ein österreichischer Fußballspieler.

## Karriere
Pirkl begann seine Karriere beim FC Wacker Tirol. 2011 ging er in die AKA Tirol. 2014 kehrte er zum FC Wacker Innsbruck, für dessen Regionalligamannschaft er spielte, zurück. Sein Profidebüt gab er am 2. Spieltag 2014/15 gegen den SC Austria Lustenau. Trotz zweier Kreuzbandrisse in Folge wurde sein Vertrag bei Wacker Innsbruck am 11. Jänner 2016 vorzeitig bis 2019 verlängert.
Im Jänner 2018 wurde er an den Ligakonkurrenten SC Austria Lustenau verliehen. Nach dem Ende der Leihe kehrte er zum inzwischen erstklassigen FC Wacker Innsbruck zurück. Mit Wacker musste er 2019 wieder aus der Bundesliga absteigen, woraufhin er Innsbruck verließ.
Nach über drei Monaten ohne Verein kehrte er im Oktober 2019 zu Austria Lustenau zurück, wo er einen bis Juni 2020 laufenden Vertrag erhielt. Nach sechs Einsätzen für Lustenau verließ er den Verein im Januar 2020 vorzeitig. Daraufhin wechselte er im Februar 2020 zum Ligakonkurrenten SV Horn. Für Horn kam er zu 31 Einsätzen, ehe er im April 2021 suspendiert wurde. Nach der Saison 2020/21 verließ er die Horner und wechselte innerhalb der Liga zum FC Blau-Weiß Linz, bei dem er einen bis Juni 2023 laufenden Vertrag erhielt.
Mit Blau-Weiß stieg er 2023 in die Bundesliga auf. Nach 31 Einsätzen in der Saison 2023/24 verließ er Blau-Weiß ursprünglich, ehe er im Juli 2024 seinen Vertrag in Linz doch noch bis 2026 verlängerte.